# Гочаз
Гочаз (азерб. Hoçaz) — село у Лачинському районі Азербайджану. Село розташоване поруч з однойменною річкою, за 21 км на північний захід від районного центру, міста Лачина.
З 1992 по 2020 рік було під Збройні сили Вірменії окупацією і називалось Хочанц (вірм. Հոչանց), входячи в Кашатазький район невизнаний Нагірно-Карабаська Республіка. 1 грудня 2020 в ході Другої карабаської війни села було звільнено Збройні сили Азербайджану (вірмени трактують це як окупацію).
Гочаз є одним з найвідоміших з багатим історичним минулим сіл провінції Лачинському районі.